# Metodologie
Metodologie (z řec. methodos, sledování, stopování, od hodos, cesta) je vědní disciplína, která se zabývá metodami, jejich tvorbou a aplikací. Patří do teorie či filozofie vědy a obecněji do epistemologie. Pod vlivem angličtiny se slovo někdy používá i pro metodiku (použitý postup či metodu). Tím se však ztrácí důležitý rozdíl mezi metodami jako nástroji vědeckého bádání a metodologií jako reflexí o vhodnosti či použitelnosti těchto nástrojů.

## Význam
Jednotlivé vědní disciplíny se obvykle charakterizují svým předmětem a metodou (metodami). Vzhledem k rozmanitosti věd se rozlišuje:
- metodologie matematiky a matematické logiky, charakterizovaná přítomností axiomů a deduktivními postupy;
- metodologie přírodních věd, charakterizovaná induktivními postupy na základě hypotézy a experimentálních výsledků (měření);
- metodologie společenských věd, kde se často rozlišují metody kvantitativní (založené na měřeních) a kvalitativní;
- metodologie humanitních věd a filozofie, kde hraje významnou roli kritika pramenů a interpretace.

Úlohou metodologie je zejména
- systematické vytváření, formulace a řazení metod,
- kritické posouzení předností a nedostatků různých metod, jejich možností a omezení,
- diskuse vhodnosti metod pro daný účel nebo zkoumání.

## Historie
Slovo "metoda" jako synonymum pro vědu se vyskytuje už v antice, ale představu spolehlivé a dokonce jednotné metody, která by umožnila srovnávání výsledků a tím i vědu jako kolektivní činnost poprvé podal Mikuláš Kusánský v dialogu "Soukromník o pokusech s váhami" (kolem 1440). Nezávisle na něm se úvahami o obecné metodě vědy zabýval anglický filozof Francis Bacon a zejména francouzský filozof René Descartes v "Rozpravě o metodě" (1637). Metoda jako spolehlivý návod k získávání nepochybných a porovnatelných výsledků se pak stala základem rozvoje věd. Později se metodám a metodologii vědy věnovali zejména Auguste Comte, Max Weber, Henri Poincaré, Karl Popper a mnoho dalších.